# 조득남 장군 정려
조득남 장군 정려(趙得男 將軍 旌閭)는 대한민국 경기도 포천시 가산면 마산리에 있다. 2006년 4월 5일 포천시의 향토유적 제44호로 지정되었다.

## 개요
조선후기 장군 조득남의 정려이다.